# Rhamphidium dicranoides
Rhamphidium dicranoides là một loài rêu trong họ Ditrichaceae. Loài này được Paris mô tả khoa học đầu tiên năm 1905.